# سندرم رینود

سندرم رینو (به انگلیسی: Raynaud's disease) (به نام ِ مُریس رِینو، پزشک فرانسوی) در دانش پزشکی به کاهش چشمگیر جریان خون در رگ‌های دست یا پا و به یکی از علت‌های سرمای شدید یا احساسات آنی و بنابراین در اثر فعالیت شدید سیستم سمپاتیک، ممکن است اتفاق افتد. پدیده رینو یک اختلال دستگاه گردش خون است که به‌عنوان عارضه‌ای از سایر بیماری‌ها بروز می‌کند. هر دو اختلال مذکور شریان‌های کوچک دست و پا را درگیر ساخته و در هر دو جنس دیده می‌شوند ولی در خانم‌های سنین ۴۰–۲۰ سال شایعترند.
- انواع سندروم رینو
- اولیه
- ثانویه

- علایم مراحل اولیه:

o رنگ‌پریدگی انگشتان هنگام مواجهه با سرما یا استرس. پس از رنگ‌پریدگی، حالت کبودی و سپس قرمزی انگشتان بروز می‌کند. درد، کرختی و گزگز کردن با این تغییرات رنگ همراه است. گرما این علایم را تخفیف می‌دهد.
- علایم مراحل پیشرفته:

o عفونت‌های مزمن اطراف ناخن‌های انگشتان دست و پا
o بروز زخم در نوک انگشتان به‌دلیل ناکافی بودن جریان خون انگشتان علایم به‌تدریج در طی سال‌ها بارز می‌گردند. در مورد پدیده رینود علایم ممکن است ناگهانی آغاز گردند.

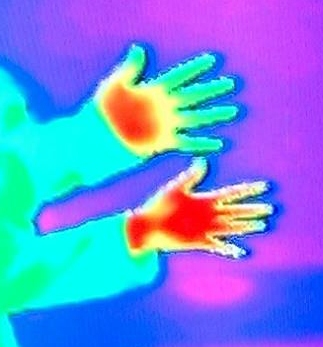
تصویر گرفته‌شده توسط دوربین ترموگراف. تصویر بالایی دستی مبتلا به سندروم را نشان می‌دهد و دست پایینی در تصویر مربوط به شخص طبیعی است. رنگ قرمز بیانگر گرمای موجود در بافت است.

انقباض شریان‌های تأمین‌کننده خونرسانی انگشتان دست و پا در اثر حساسیت بیش از حد به سرما یا اختلال سیستمیک در گردش خون. این حساسیت ممکن است ناشی از عملکرد ضعیف دستگاه ایمنی باشد و اختلال در گردش خون از نشانه‌های غلظت بالای خون مثلاً در افراد سیگاری دیده می‌شود.

- استرس
- استعمال دخانیات که باعث اختلال در جریان خون انتهاها می‌شود.
- آب و هوای سرد و مرطوب
- مشاغلی که با کار با وسایل سنگین دارای ارتعاش شدید، نظیر اره برقی یا مته بادی در ارتباطند.
- اسکلرودرمی، لوپوس اریتماتو یا سایر اختلالات بافت همبند
- بیماری برگر.
- بیماری قلب ناشی از بیماری ریوی
- مصرف برخی داروها از قبیل ترکیبات ارگوت، داروهای ضدپرفشاری خون، مسدودکننده‌های گیرنده آلفا و بتا آدرنرژیک و مسدودکننده‌های کانال کلسیم

مصرف ایزوکسوپورین که یک بتا اگونیست است یا دیلتیازم به عنوان کلسیم چنل بلاکر و استفاده از الفا اگونیست ها مانند فنوکسی بنزامین در شرایط پیش رفته زیر نظر داروساز متخصص دارودرمانی میتواند کمک کننده باشد.

- از استعمال دخانیات پرهیز کنید. تنباکو باعث شعله‌ور شدن این اخلال می‌گردد. این بیماری در بین افراد غیرسیگاری نادر است.
- اقدام برای درمان طبی بیماری‌های ذکرشده به‌عنوان علت بیماری
- از تماس با دود سیگار افراد دیگر نیز اجتناب کنید.

- بیشتر افراد خود را به‌خوبی با این بیماری وفق داده و در صورت عدم بروز عوارض، طول عمر طبیعی خواهند داشت.
- حدوداً در نیمی از بیماران، بیماری پس از چند سال بهبود یافته یا به‌کلی برطرف می‌شود.
- پدیده رینود در صورت قابل علاج بودن علت زمینه‌ای آن، علاج‌پذیر است.

عوارض احتمالی
- ضعف و کرختی دایمی انگشتان دست و پا
- قانقاریا و قطع انگشتان (تنها در موارد خیلی شدید بیماری)

اصول کلی
- بررسی‌های تشخیصی ممکن است شامل آزمایش‌های خون، رادیوگرافی دست‌ها و پاها، آزمون مواجهه با سرما (قرار دادن دستها در آب با دمای ۱۵–۱۰ درجه سانتیگراد)
- ترک استعمال دخانیات. با این کار علایم بهبود می‌یابند.
- خودداری از تماس با سرما به هر شکل، استفاده از دستکش هنگام کار در فضای باز یا هنگام کار با اجسام سرد
- استفاده از کفش‌های مناسب و جوراب‌های پشمی
- دوری از موقعیت‌های استرس‌زا
- در صورت نقل مکان به یک نقطه آب و هوایی گرم برای زندگی
- تمرین‌های بازخورد زیستی جهت یادگیری طرز بالا بردن درجه حرارت پوست ممکن است کمک‌کننده باشد.
- جراحی بر روی اعصاب سمپاتیک عضو درگیر در موارد شدید بیماری

داروها
- داروهای گشادکننده عروق به‌منظور بازکردن شریان‌های کوچک و بهبود خونرسانی آنها مانند تولازولین، دیلتیازم و فنوکسی بنزامین
- داروهای آرامبخش به‌منظور کاهش استرس

فعالیت در زمان ابتلا به این بیماری: محدودیتی وجود ندارد، مگر در ارتباط با پرهیز از سرما. در هنگام شرکت در ورزشهای فعال از سرد شدن بدن جلوگیری کنید.

1. 
2. 
3. 
4. 
5. 

- واشینگتن، درمانهای طب داخلی ۲۰۰۷